# Chiesa di San Vigilio (Amblar-Don)
La chiesa di San Vigilio è la parrocchiale di Amblar, frazione di Amblar-Don in Trentino. Fa parte della zona pastorale delle Valli del Noce e risale al XV secolo.

## Storia

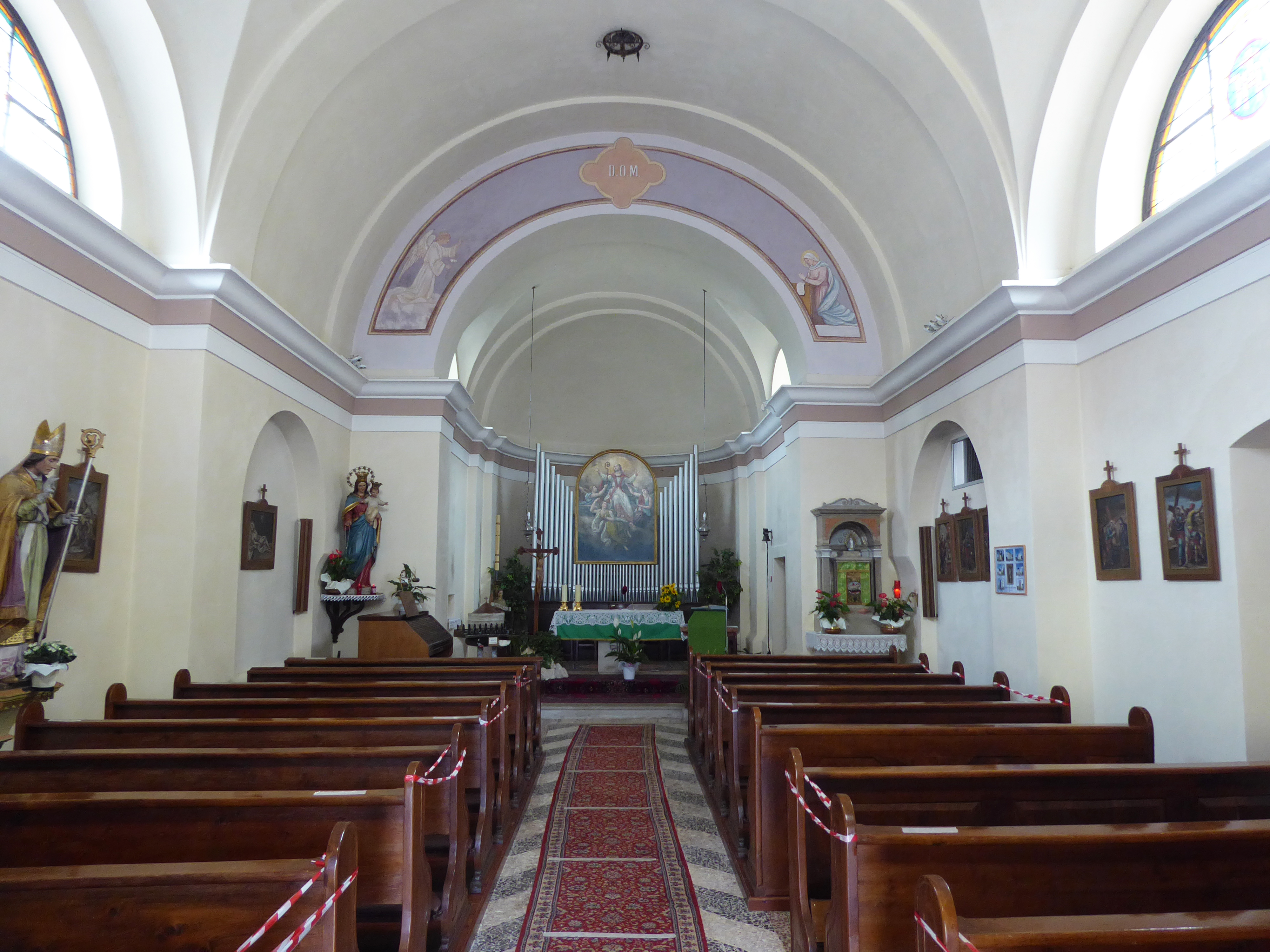
Interno

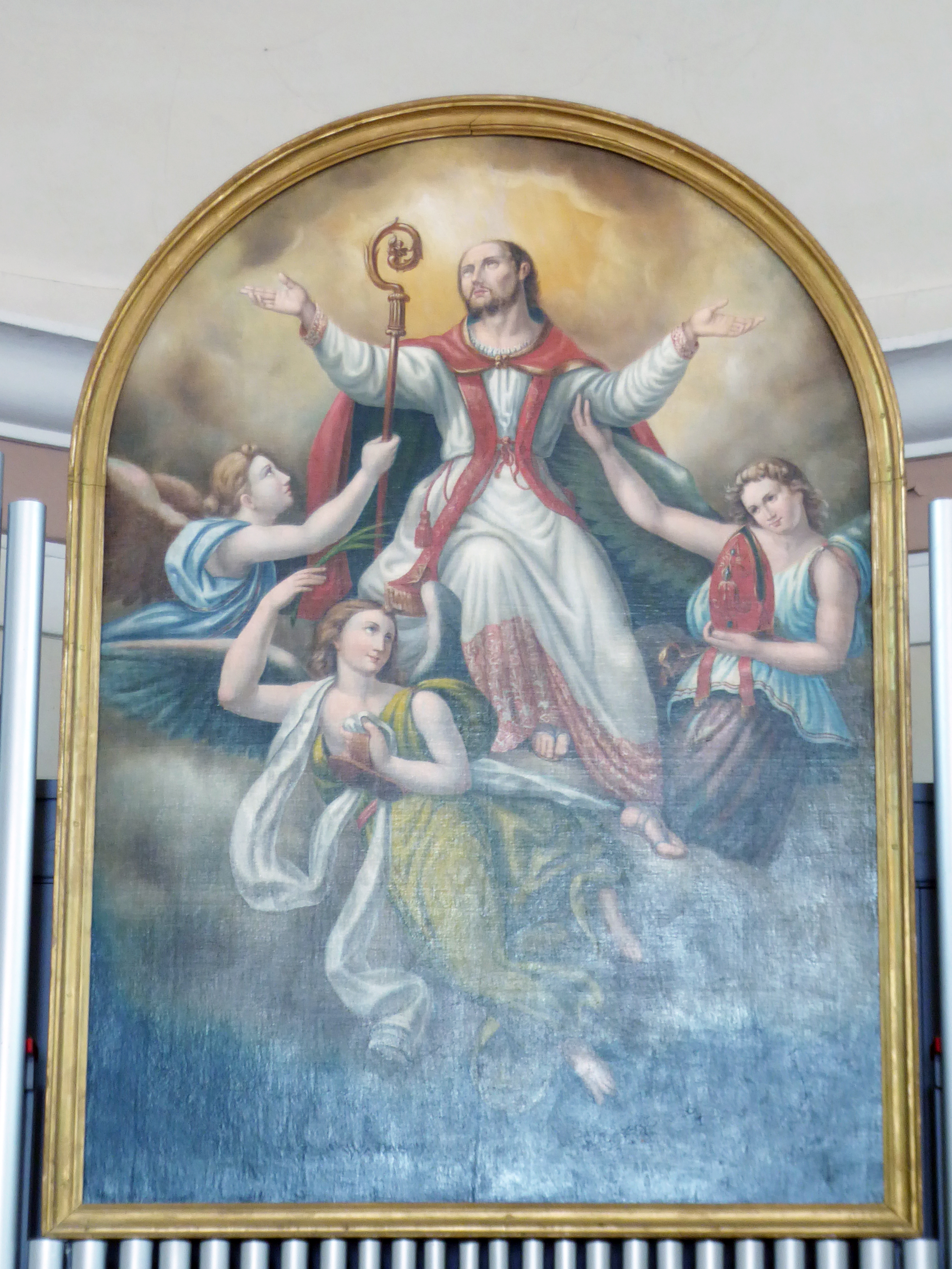
Pala d'altare con san Vigilio in gloria

La chiesa venne menzionata in atti visitali sin dal 1412 e sembra quindi verosimile che la sua costruzione sia da collocare nel XV secolo. Visite pastorali successive ne richiesero modifiche come quelle del 1579, quando fu aperta una finestra sulla facciata a lato del portale.
Nella prima metà del XVIII secolo, in seguito a indicazioni vescovili, l'edificio venne restaurato e le sue strutture furono rinnovate e bonificate dallo stato di degrado nel quale versavano. Furono rinnovate le coperture e rifatte le intonacature delle pareti. Divenne cappellania esposta nel 1785 e da quell'anno ebbe un cappellano condiviso col vicino abitato di Don. Divenne poi espositura nel 1793, separandosi da Don, e la famiglia Sandrin ne ebbe il patronato.
Nella prima metà del XIX secolo, ormai descritta come in pessime condizioni e soggetta ad allagamenti durante qualsiasi scroscio di pioggia, fu necessario pensare ad una soluzione per risolvere il problema. Si tentò un primo recupero dell'esistente nel 1834, ma i risultati non furono ritenuti adeguati quindi si optò per la sua ricostruzione. Il cantiere fu aperto nel 1845 e si iniziò con l'abbattimento dell'edificio medievale e della sua torre campanaria. Provvisoriamente fu edificato un campanile in legno e la struttura muraria del nuovo luogo di culto poté considerarsi conclusa attorno al 1847. In quell'anno fu così benedetto e i lavori poterono proseguire per completare sia gli interni sia il sagrato e le aree attorno. La consacrazione venne celebrata nel 1865.
Tra il 1873 e il 1877 venne eretta la nuova torre campanaria.
Ottenne dignità parrocchiale nel 1960 poi, nel 1967, fu oggetto di restauri conservativi e di arricchimenti decorativi all'interno in seguito degradati.
A partire dagli anni ottanta e sino al 2009 furono realizzati vari interventi come un restauro generale, la riparazione della torre campanaria dopo i danni in seguito ad eventi atmosferici, l'opera di protezione delle parti murarie dalla risalita dell'umidità, la revisione delle coperture e degli impianti, la pulizia unita alla tinteggiatura degli esterni e il rinnovo della pavimentazione della sala.

## Descrizione
La facciata in stile neoclassico è semplice, con due lesene ai lati e un grande frontone triangolare. Il portale è architravato. La torre campanaria sorge separata dall'edificio, e la cella campanaria è coperta da una tipica struttura a cipolla.
La navata interna è unica, con volta a botte decorata con affreschi che raffigurano i Quattro Evangelisti e Redentore. L'altar maggiore è in legno policromo ed ha un baldacchino con ai lati due angeli che reggono il cero. I due altari laterali sono dedicati a San Vigilio e all'Addolorata. Nell'abside è presente la pala ottocentesca con la Gloria di San Vigilio. Dal 1981 nella sala è presente l'organo.